# 포천시의 마천루 목록
대한민국 경기도 포천시의 마천루 목록이다. 대한민국의 「초고층 및 지하연계 복합건축물 재난관리에 관한 특별법」에 따르면 '초고층 건축물' 이란 층수가 50층 이상 또는 높이가 200m 이상인 건축물을 말한다.

## 마천루 순위
본 목록은 완공되었거나, 상량식을 끝낸 마천루이다.
| 순위 | 이름                          | 사진 | 위치   | 높이 | 층수 | 완공 연도 | 비고                                  |
| ---- | ----------------------------- | ---- | ------ | ---- | ---- | --------- | ------------------------------------- |
| 1    | 포천 신읍코아루더스카이 102동 |      | 신읍동 | 79m  | 26층 | 2021년    | 현재 포천시에서 가장 높은 마천루이다. |
| 2    | 포천 신읍코아루더스카이 101동 |      | 신읍동 | 78m  | 26층 | 2021년    | [ 2 ]                                 |
| 3    | 포천 신읍코아루더스카이 201동 |      | 신읍동 | 72m  | 24층 | 2020년    | [ 3 ]                                 |

## 같이 보기
- 포천시
- 마천루 목록
- 아시아의 마천루 목록
- 대한민국의 마천루 목록